# Pernettya
Genre
Classification phylogénétique
Pernettya est un genre de plante à fleurs de la famille des Ericaceae, parfois inclus dans le genre Gaultheria où le nom forme une section (Gaultheria sect. Pernettya), dont les espèces sont répandues au Mexique, Mésoamérique, Colombie, Venezuela, Équateur, Pérou, Bolivie, Chili, Argentine, Tasmanie et Nouvelle-Zélande.

## Étymologie
Le botaniste français, Charles Gaudichaud-Beaupré (1789-1854), dédia ce genre au bénédictin Antoine-Joseph Pernety (1716-1796), qui relata l’expédition de Louis-Antoine de Bougainville aux Iles Falkland, et au détroit de Magellan en 1763 et 1764.

## Quelques espèces
Selon GRIN :
- Pernettya insana (Molina) Gunckel
- Pernettya mucronata (L. f.) Spreng.
- Pernettya nana Colenso
- Pernettya prostrata (Cav.) DC.

## Caractère psychotrope
Pernettya insana (= Pernettya furiens, l'« herbe folle » ou « hierba loca » au Chili) et Pernettya parvifolia (en Équateur) sont réputées pour induire des hallucinations et d'autres modifications psychomotrices, il est même parfois question de démence définitive.

## Note
1. ↑  Pernettya. Pépinières de Kerzarch, Merlevenez
2. ↑  Richard Schultes, Un panorama des hallucinogènes du nouveau monde, édition Esprit Frappeur